# Untouchables (album)
Az Untouchables az amerikai Nu metal együttes, a Korn ötödik albuma. Második helyen debütált a Billboard 200-on. 2002. június 11-én jelent meg.

## Album információk
Az albumon található Here to Stay megnyerte a Korn-nak a második Grammy-díjat a Freak on a Leash után.
Az album stílusa nagyon eltér a korábbiaktól, az együttes új zenei területekre merészkedett. Jobban hajlik az Alternatív metal felé, csak pár számban található meg a Nu metal vonás, Hip Hop elemek egyáltalán nincsenek benne. Új effektek jelentek meg az albumon, szintetizátor és eltorzított gitár, amiknek köszönhetően az albumon érezhetőek 'lágyabb' és 'kísérteties' hatások. Ez az egyetlen Korn album, amelyik nem tartalmaz skót dudát.

### Tagok nyilatkozatai az albumról
"Nem virágokat, hanem beleket és vért akarok festeni a zenémben. Ez lett az eddigi legsúlyosabb albumunk, mindenki beleadta apait-anyait, jobban, mint eddig bármelyik albumunknál" – Jon Davis
"Sok helyen olvastam, hogy számunkra az Untouchables olyasmi volt mint a Pink Floydnak a "The Dark Side of the Moon" lemez – mondta az album kapcsán. "Ebben ugyan van némi túlzás, de az tény, hogy elvontabb, nem olyan azonnal ható zene volt azon a lemezen. Félreértés ne essék, imádjuk az Untouchables lemezt, mind a dalokat, mind a produkciót tekintve, és nagyon büszkék vagyunk rá, de amikor turnézni kezdtünk az anyaggal, kiderült hogy a dalok nem szólalnak meg olyan jól élőben. Valahogy nemvolt bennük annyi energia, annyi élet. Az inkább otthoni fejhallgatós lemez..." – Munky

## Fogadtatás
Az album pozitív kritikákat kapott nagy zenei magazinoktól. A lemez második helyen debütált a Billboard 200-on, az első héten 434 000 darabot adtak el belőle, a The Eminem Show-t nem tudta felülmúlni. Összesen 1,3 millió darabot adtak el belőle A Korn az internetet okolta, mert korábban le lehetett tölteni egy nem befejezett verziót. A másik ok az volt, hogy megváltozott a stílus és a dalszöveg. Annak ellenére, hogy rajongók nem igazán kedvelték az albumot sok kritikus azt állította, hogy ez a Korn legjobb műve. A rajongók később fokozatosan megszerették.

## Számok listája

### Teljes lista
1. "Here to Stay" – 4:32
2. "Make Believe" – 4:37
3. "Blame" – 3:51
4. "Hollow Life" – 4:09
5. "Bottled Up Inside" – 4:00
6. "Thoughtless" – 4:33
7. "Hating" – 5:10
8. "One More Time" – 4:40
9. "Alone I Break" – 4:17
10. "Embrace" – 4:27
11. "Beat It Upright" – 4:15
12. "Wake Up Hate" – 3:13
13. "I'm Hiding" – 3:57
14. "No One's There" – 9:24
  - A "No One's There"-nek vége van 5:06-kor. A "Here to Stay (T Ray's Mix)" pár másodperc csönd után kezdődik (csak a limitált kiadású albumon)
15. "Here To Stay (T Ray's Mix)" 4:20 (némelyik nem limitált kiadású albumon)

### Módosított verzió
1. "Here to Stay" – 4:32
2. "Make Believe" – 4:37
3. "Blame" – 3:51
4. "Hollow Life" – 4:09
5. "Bottled Up Inside" – 4:00
6. "Thoughtless" – 4:33
7. "Hating" – 5:10
8. "One More Time" – 4:40
9. "Alone I Break" – 4:17
10. "Embrace" – 3:27
11. "Beat It Upright" – 4:15 (nincs listázva a borítón)
12. "Wake Up Hate" – 3:13
13. "I'm Hiding" – 3:57
14. "No One's There" – 5:06
15. "Here to Stay" (T Ray's Mix) – 4:18
16. "Here to Stay" (Videó Verzió/Multimedia Track)

### Bónusz DVD
A bónusz DVD csak 'digipak'-os limitált kiadásban volt megtalálható.
1. Here to Stay (élő: Hammerstein Ballroom, NYC)
2. Here to Stay (klip)
3. Thoughtless (klip)
4. Got the Life (élő: Hammerstein Ballroom, NYC)

## Érdekességek
Ez Jonathan Davis-nek a kedvenc Korn albuma, és ezáltal ezen található az egyik kedvenc Korn száma
a Hollow Life, a másik a Do What They Say.
Amy Lee-nek, az Evanescence énekesnőjének ez az egyik kedvenc albuma.

## Listás helyezések

### Album
| Év   | Album        | Lista                 | Helyezés |
| ---- | ------------ | --------------------- | -------- |
| 2002 | Untouchables | The Billboard 200     | 2        |
| 2002 | Untouchables | Top Internet Albums   | 2        |
| 2002 | Untouchables | Top Canadian Albums   | 3        |
| 2002 | Untouchables | UK Top 75 Album Chart | 4        |

### Kislemezek
| Év   | Kislemez      | Lista                  | Helyezés |
| ---- | ------------- | ---------------------- | -------- |
| 2002 | Here to Stay  | Mainstream Rock Tracks | 4        |
| 2002 | Here to Stay  | Modern Rock Tracks     | 4        |
| 2002 | Here to Stay  | Hot 100 Singles        | 72       |
| 2002 | Thoughtless   | Mainstream Rock Tracks | 6        |
| 2002 | Thoughtless   | Modern Rock Tracks     | 11       |
| 2002 | Alone I Break | Mainstream Rock Tracks | 19       |
| 2002 | Alone I Break | Modern Rock Tracks     | 34       |

## Közreműködők

### Korn
- Jonathan Davis – ének
- Brian "Head" Welch – gitár
- Reginald "Fieldy" Arvizu – basszusgitár
- James "Munky" Shaffer – ritmusgitár
- David Silveria – dobok

### Egyéb
- Michael Beinhorn – producer
- Andy Wallace – keverés
- Howie Weinberg – 'mastering'